# Nomia gorytoides
Nomia gorytoides är en biart som beskrevs av Embrik Strand 1911. Nomia gorytoides ingår i släktet Nomia och familjen vägbin. Inga underarter finns listade i Catalogue of Life.